# Эффект Эмерсона

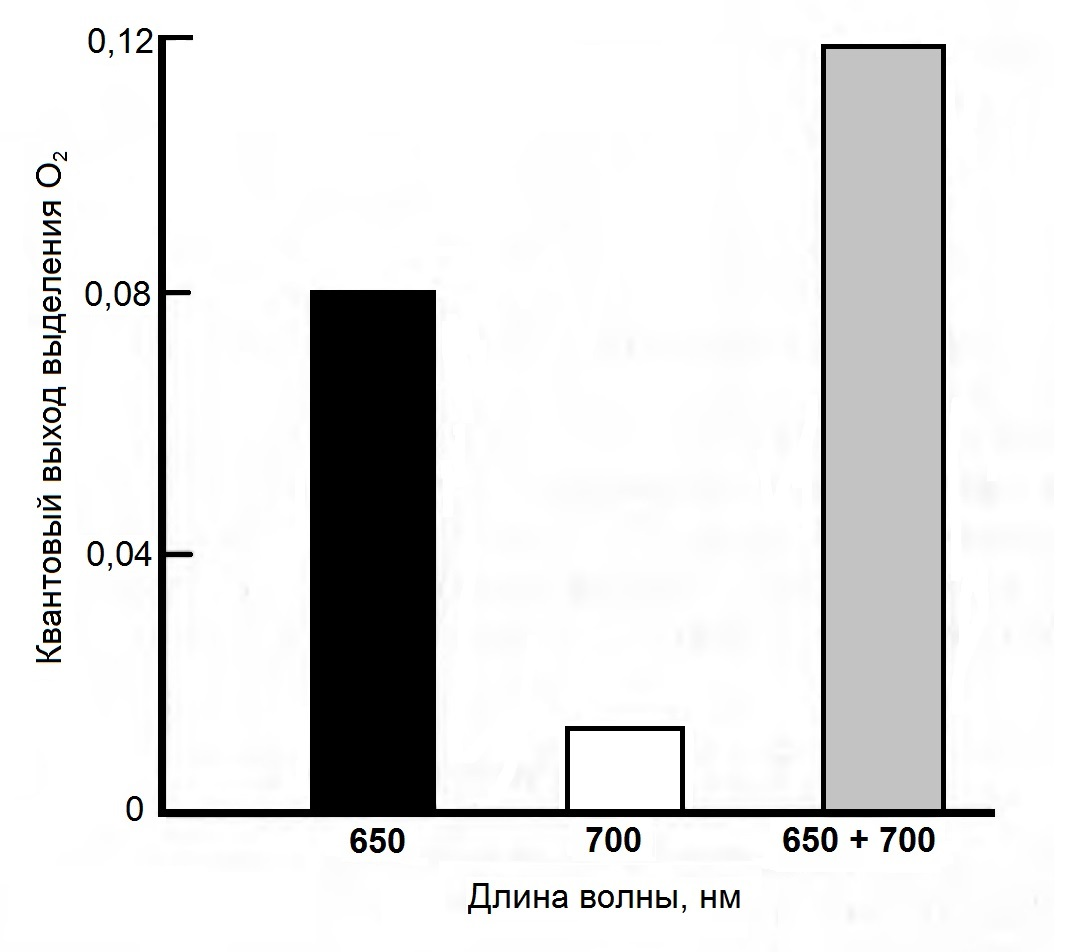
Графическое отображение эффекта Эмерсона.

Эффект усиления Эмерсона, или просто эффект Эмерсона — усиление эффективности фотосинтеза при одновременном облучении хлоропластов светом с длинной волны в 670 нм (коротковолновый) и 700 нм (длинноволновый красный свет). При одновременном освещении как длинноволновым, так и коротковолновым красным светом эффективность фотосинтеза оказывается значительно выше, чем сумма эффективностей при освещении только коротковолновым или длинноволновым красным светом. Открытие этого эффекта позволило Эмерсону предположить, что в световых реакциях фотосинтеза принимают участие две фотосистемы, одна из которых поглощает коротковолновый, а другая длинноволновый красный свет.

## История
Р. Эмерсон и сотрудники в опытах с 1942 по 1957 год установили, что для хлореллы наиболее эффективным для фотосинтеза является красный свет в диапазоне 650—680 нм и синий свет в диапазоне 400—460 нм, то есть тот свет, который наиболее интенсивно поглощается хлорофиллом. Они также вычислили, что эффективность красного света была в среднем на 36 % больше, чем синего. В качестве меры эффективности фотосинтеза использовался его квантовый выход, который измерялся по количеству молекул O2, выделяющихся в расчёте на один квант поглощённой энергии.
В последующих опытах было показано, что если клетки освещать красным светом с длинной волны 650—680 нм, то квантовый выход фотосинтеза оказывался достаточно высок. Однако при дальнейшем увеличении длины волны света свыше 685 нм, квантовый выход фотосинтеза резко падает. Этот феномен получил название эффект красного падения или первый эффект Эмерсона. Если же хлореллу освещать и коротковолновым и длинноволновым красным светом, суммарный эффект будет выше, чем при действии каждого вида лучей в отдельности. Это явление получило название эффект усиления, или второй эффект Эмерсона. Именно эти опыты послужили основанием Эмерсону предположить, что для световых процессов фотосинтеза необходимо взаимодействие двух фотосистем. В 1967 году Эмерсон опубликовал свои выводы в научной статье. В дальнейшем обе фотосистемы удалось выделить и изучить белковые комплексы, входящие в их состав. Предположение Эмерсона легло в основу современной модели Z-фотосинтеза и дало толчок к исследованию физических, химических и функциональных свойств фотосистемы I и фотосистемы II.